# Marle (Olst-Wijhe)
Pour les articles homonymes, voir Marle (homonymie).
Marle est un hameau dans la commune néerlandaise d'Olst-Wijhe, en province d'Overijssel, sur la rive gauche de l'IJssel.
Le hameau, qui compte 70 habitants en 2021, est connu au niveau national car il accueille le plus petit bureau de vote des Pays-Bas en période électorale. Les électeurs de Marle peuvent ainsi voter dans le salon de l'un de ses habitants, Wim Westhoff.